# Неподконтрольно
«Неподконтрольно / Out of Control» — десятый студийный альбом певицы Валерии.

## История выхода альбома
Альбом «Неподконтрольно / Out of Control» был записан на русском и английском языках и вышел в трёх вариантах: русская и английская версии альбома в формате CD, а также в подарочном варианте (2CD Limited Edition), который включил в себя обе версии альбома. Диск поступил в продажу 15 марта 2008 года (2CD Limited Edition) и 12 апреля 2008 года (CD). Русская версия содержит 11 песен, английская версия — 14. Из них только 10 песен существуют параллельно, в исполнении на разных языках. Остальные 5 песен на этих двух альбомах друг друга не повторяют.
- Wild! — Боль! (Счастье на части)
- Break It All — Разрушить любовь
- I Know — Вне игры
- Out of Control — Неподконтрольно
- Lovesick — До встречи
- Here I Am — Да и нет
- No One — Снег
- There I'll Be — Ты не со мной
- Where Are You? — Где же ты?
- Romantic — Мы вместе

Запись альбома началась в марте 2007 года, а завершилась в феврале 2008 года в Лондоне. В поддержку англоязычной версии альбома Валерия дала несколько сольных выступлений в таких городах, как Лондон, Манчестер, Кардифф, Берлин, Франкфурт, Мюнхен, Иерусалим, Прага и Москва.
Презентация альбома в Москве состоялась 15 марта 2008 г. в клубе Most. На презентации выступил Робин Гибб (один из основателей группы Bee Gees).

## Список композиций

### Неподконтрольно
Русская версия альбома.
| №  | Название песни | Продолжительность |
| -- | --- | ----------------- |
| 1  | «Вне игры» (музыка: С.Галоян; слова: В.Адаричев, А.Покутный, Валерия)                                                            | 03:38             |
| 2  | «Снег» (музыка: С.Галоян; слова: В.Адаричев, А.Покутный, Валерия)                                                                | 04:30             |
| 3  | «Неподконтрольно» (музыка: С.Галоян; слова: В.Адаричев, А.Покутный, Валерия)                                                     | 03:46             |
| 4  | «Ты не со мной» (музыка: С.Галоян; слова: В.Адаричев, А.Покутный, Валерия)                                                       | 03:49             |
| 5  | «Разрушить любовь» (музыка: С.Галоян; слова: В.Адаричев, А.Покутный, Валерия)                                                    | 04:09             |
| 6  | «Мы вместе» (музыка: С.Галоян; слова: В.Адаричев, А.Покутный, Валерия)                                                           | 04:08             |
| 7  | «Боль! (Счастье на части)» (музыка: С.Галоян; слова: В.Адаричев, А.Покутный, Валерия)                                            | 03:47             |
| 8  | «Где же ты?» (музыка: С.Галоян; слова: В.Адаричев, А.Покутный, Валерия)                                                          | 04:43             |
| 9  | «Да и нет» (музыка: С.Галоян; слова: В.Адаричев, А.Покутный, Валерия)                                                            | 03:49             |
| 10 | «До встречи» (музыка: С.Галоян; слова: В.Адаричев, А.Покутный, Валерия)                                                          | 04:04             |
| 11 | «Человек дождя» (из сериала «Родные люди») (музыка: О.Шак; слова: А.Вратарев)                                                    | 03:52             |
| 12 | «Оправдаешь ли ты…» (музыка: С.Бондаренко; слова: И.Северянин)                                                                   | 03:12             |
| 13 | «Мы вместе» (DJ Vartan & DJ Pasha Portnov Aka Hit Deejays remix 2007) (музыка: С.Галоян; слова: В.Адаричев, А.Покутный, Валерия) | 05:35             |
| 14 | «Человек дождя» (караоке-версия) (музыка: О.Шак; слова: А.Вратарев)                                                              | 03:53             |

Бонусы:
- «Разрушить любовь» (видеоклип)
- Съёмки клипов «Разрушить любовь», «Боль! (Счастье на части)» (фотогалерея)

### Out Of Control
Английская версия альбома.
| №  | Название песни | Продолжительность |
| -- | --- | ----------------- |
| 1  | «The Party’s Over» (музыка и слова: F. Aeschlimann, G. De Angelis, L. Sorroche)                                      | 04:00             |
| 2  | «Wild» (музыка: С.Галоян; слова: Ray St. John)                                                                       | 03:49             |
| 3  | «Break It All» (музыка: С.Галоян; слова: David Richards)                                                             | 04:11             |
| 4  | «I Know» (музыка: С.Галоян; слова: Claire Guy, Peter Wright, Валерия)                                                | 03:39             |
| 5  | «Out of Control» (музыка: С.Галоян; слова: Claire Guy, Валерия)                                                      | 03:49             |
| 6  | «Love Sick» (музыка: С.Галоян; слова: Claire Guy, Валерия)                                                           | 04:03             |
| 7  | «Here I Am» (музыка: С.Галоян; слова: Claire Guy, Валерия)                                                           | 03:52             |
| 8  | «No One» (музыка: С.Галоян; слова: Chantal Kreviazuk)                                                                | 04:31             |
| 9  | «Next to You» (feat. Dylan Burns) (музыка и слова: D. Burns)                                                         | 02:24             |
| 10 | «There I’ll Be» (музыка: С.Галоян, E. Pustokhina; слова: Peter Wright)                                               | 03:50             |
| 11 | «Where Are You?» (музыка: С.Галоян; слова: Chantal Kreviazuk)                                                        | 04:46             |
| 12 | «Romantic» (музыка: С.Галоян; слова: Martin Kierszenbaum)                                                            | 04:11             |
| 13 | «Somehow, Someway» (музыка и слова: F. Aeschlimann, G. De Angelis, L. Sorroche)                                      | 04:25             |
| 14 | «Romantic» (DJ Vartan & DJ Pasha Portnov Aka Hit DeeJays Remix 2007) (музыка: С. Галоян; слова: Martin Kierszenbaum) | 03:34             |
| 15 | «Stayin’ Alive» (Валерия и Robin Gibb) (музыка и слова: B. Gibb, M. Gibb, R. Gibb)                                   | 03:33             |

Бонусы:
- «Break It All» (видеоклип)
- Съёмки клипов «Break It All» и «Wild!» (фотогалерея)

### 2CD Limited Edition
Подарочный вариант, включающий обе версии альбома.
CD1 Out of Control:
| №  | Название песни                                                                     | Продолжительность |
| -- | ---------------------------------------------------------------------------------- | ----------------- |
| 1  | «The Party’s Over» (музыка и слова: F.Aeschlimann, G.De Angelis, L.Sorroche)       | 04:00             |
| 2  | «Wild» (музыка: С.Галоян; слова: Ray St .John)                                     | 03:49             |
| 3  | «Break It All» (музыка: С.Галоян; слова: David Richards)                           | 04:11             |
| 4  | «I Know» (музыка: С. Галоян; слова: Claire Guy, Peter Wright, Валерия)             | 03:39             |
| 5  | «Out of Control» (музыка: С.Галоян; слова: Claire Guy, Валерия)                    | 03:49             |
| 6  | «Love Sick» (музыка: С. Галоян; слова: Claire Guy, Валерия)                        | 04:03             |
| 7  | «Here I Am» (музыка: С.Галоян; слова: Claire Guy, Валерия)                         | 03:52             |
| 8  | «No One» (музыка: С. Галоян; слова: Chantal Kreviazuk)                             | 04:31             |
| 9  | «Next to You» (feat. Dylan Burns) (музыка и слова: D.Burns)                        | 02:24             |
| 10 | «There I’ll Be» (музыка: С. Галоян, E. Pustokhina; слова: Peter Wright)            | 03:50             |
| 11 | «Where Are You?» (музыка: С. Галоян; слова: Chantal Kreviazuk)                     | 04:46             |
| 12 | «Romantic» (музыка: С.Галоян; слова: Martin Kierszenbaum)                          | 04:11             |
| 13 | «Somehow, Someway» (музыка и слова: F. Aeschlimann, G. De Angelis, L. Sorroche)    | 04:25             |
| 14 | «Stayin’ Alive» (Валерия и Robin Gibb) (музыка и слова: B. Gibb, M. Gibb, R. Gibb) | 03:33             |

Бонусы:
- «Break It All» (видеоклип)
- Съёмки клипов «Break It All» и «Wild!» (фотогалерея)

CD2 Неподконтрольно:
| №  | Название песни | Продолжительность |
| -- | --- | ----------------- |
| 1  | «Вне игры» (музыка: С. Галоян; слова: В. Адаричев, А. Покутный, Валерия)                                                            | 03:38             |
| 2  | «Снег» (музыка: С. Галоян; слова: В. Адаричев, А. Покутный, Валерия)                                                                | 04:30             |
| 3  | «Неподконтрольно» (музыка: С. Галоян; слова: В.Адаричев, А.Покутный, Валерия)                                                       | 03:46             |
| 4  | «Ты не со мной» (музыка: С. Галоян; слова: В. Адаричев, А. Покутный, Валерия)                                                       | 03:49             |
| 5  | «Разрушить любовь» (музыка: С. Галоян; слова: В. Адаричев, А. Покутный, Валерия)                                                    | 04:09             |
| 6  | «Мы вместе» (музыка: С. Галоян; слова: В. Адаричев, А. Покутный, Валерия)                                                           | 04:08             |
| 7  | «Боль! (Счастье на части)» (музыка: С.Галоян; слова: В. Адаричев, А. Покутный, Валерия)                                             | 03:47             |
| 8  | «Где же ты?» (музыка: С. Галоян; слова: В. Адаричев, А. Покутный, Валерия)                                                          | 04:43             |
| 9  | «Да и нет» (музыка: С. Галоян; слова: В. Адаричев, А. Покутный, Валерия)                                                            | 03:49             |
| 10 | «До встречи» (музыка: С.Галоян; слова: В. Адаричев, А. Покутный, Валерия)                                                           | 04:04             |
| 11 | «Человек дождя» (из сериала «Родные люди») (музыка: О. Шак; слова: А. Вратарев)                                                     | 03:52             |
| 12 | «Оправдаешь ли ты...» (музыка: С. Бондаренко; слова: И. Северянин)                                                                  | 03:12             |
| 13 | «Мы вместе» (DJ Vartan & DJ Pasha Portnov Aka Hit Deejays remix 2007) (музыка: С. Галоян; слова: В. Адаричев, А. Покутный, Валерия) | 05:35             |
| 14 | «Человек дождя» (караоке-версия) (музыка: О. Шак; слова: А. Вратарёв)                                                               | 03:53             |

Бонусы:
- «Разрушить любовь» (видеоклип)
- Съёмки клипа «Разрушить любовь» (видео)